# Rodriguesblåduva
Rodriguesblåduva (Alectroenas payandeei) är en utdöd fågelart i familjen duvor inom ordningen duvfåglar. Den förekom tidigare på ön Rodrigues i Indiska oceanen. 

## Upptäckt och utseende
Fågeln är enbart känd utifrån en tars som hittades 2005 tillsammans med lämningar från rodriguesnatthäger och rodriguesrall. Ett lårben beskrivet 1879 men som nu är försvunnet kan också härröra till denna art. Den var större än mauritiusblåduvan men mindre än den nu levande madagaskarblåduva.

## Utdöende
Varken Leguat eller Tafforet som besökte ön i slutet på 1600-talet respektive i början av 1700-talet nämner fågeln. Ön användes dock som mellanstation för handelsfartyg redan 1601, vilket betyder att det är möjligt att arten dog ut redan innan Leguat kom dit på 1690-talet. Leguat noterar den rika förekomsten av råttor på ön som troligen var ett stort hot mot duvan.